# Grand Prix Eddy Merckx
Le Grand Prix Eddy Merckx est une ancienne course cycliste disputée en Belgique, dans la banlieue de Bruxelles. Nommé ainsi en l'honneur du coureur belge Eddy Merckx, il a été créé en 1980 sous forme de contre-la-montre individuel, puis a été disputé en duo à partir de 1998. Il se disputait sur une distance de 42 km (sauf en 2003 sur 26 km). 
Lors de la création de l'UCI ProTour et des circuits continentaux en 2005, une fusion du Grand Prix et de la semi-classique Paris-Bruxelles a été envisagée puis abandonnée, entraînant la disparition du GP Eddy Merckx. 
Le record de victoires individuelles est détenu par Knut Knudsen, Eric Vanderaerden et Chris Boardman, avec deux succès. Le couple formé par Marc Wauters et Erik Dekker est le seul à s'être imposé à deux reprises. L'Espagnol Abraham Olano a la particularité d'avoir remporté le Grand Prix Eddy Merckx lors de sa dernière édition en individuel en 1997 et lors de sa première édition en couple l'année suivante avec José Vicente García Acosta.

## Palmarès

### Contre-la-montre individuel (1980-1997)
| - 1980 : Knut Knudsen - 1981 : Knut Knudsen - 1982 : Daniel Willems - 1983 : Jean-Luc Vandenbroucke - 1984 : Claude Criquielion - 1985 : Eric Vanderaerden - 1986 : Charly Mottet - 1987 : Eric Vanderaerden - 1988 : Edwig Van Hooydonck | - 1989 : Sean Yates - 1990 : Frans Maassen - 1991 : Erik Breukink - 1992 : Jelle Nijdam - 1993 : Chris Boardman - 1994 : Tony Rominger - 1995 : Johan Museeuw - 1996 : Chris Boardman - 1997 : Abraham Olano |

### Contre-la-montre en duo (1998-2004)
- 1998 :  Abraham Olano -  José Vicente García Acosta
- 1999 :  Marc Wauters -  Erik Dekker
- 2000 :  Viatcheslav Ekimov -  Lance Armstrong[n 1]
- 2001 :  Marc Wauters -  Erik Dekker
- 2002 :  László Bodrogi -  Fabian Cancellara
- 2003 :  Uwe Peschel -  Michael Rich
- 2004 :  Koen de Kort -  Thomas Dekker